# کلمنته موراندو
کلمنته موراندو (به ایتالیایی: Clemente Morando) بازیکن فوتبال و  اهل ایتالیا است که از سال ۱۹۲۱ میلادی عضو تیم ملی فوتبال ایتالیا بوده و در ۳ بازی ملی حضور داشته‌است. او در بازی‌های ملی‌اش گلی به ثمر نرساند.
کلمنته موراندو آخرین بازی ملی خود را در سال ۱۹۲۲ میلادی انجام داد.